# ATP Challenger Tel Aviv
Das ATP Challenger Tel Aviv (offiziell: Tel Aviv Challenger) war ein Tennisturnier, das 1978 sowie 1998 und 1999 in Tel Aviv-Jaffa, Israel, stattfand. Es gehörte zur ATP Challenger Tour und wurde im Freien auf Hartplatz gespielt. In der Zeit von 1979 bis 1997 fand das Turnier im Rahmen der ATP Tour statt.

## Liste der Sieger

### Einzel
| Jahr                         | Sieger         | Finalgegner | Ergebnis      |
| ---------------------------- | -------------- | ----------- | ------------- |
| 1999                         | Sláva Doseděl  | Noam Okun   | 7:6, 6:3      |
| 1998                         | Gianluca Pozzi | Lior Mor    | 6:1, 6:7, 6:3 |
| 1979–1997: nicht ausgetragen |                |             |               |
| 1978                         | Tom Okker      | Peter Feigl | 6:7, 6:4, 6:2 |

### Doppel
| Jahr                         | Sieger                       | Finalgegner             | Ergebnis      |
| ---------------------------- | ---------------------------- | ----------------------- | ------------- |
| 1999                         | Noam Behr Eyal Ran           | Amir Hadad Andrew Ilie  | 6:3, 6:2      |
| 1998                         | Radek Štěpánek Michal Tabara | Noam Okun Nir Welgreen  | 7:6, 6:3      |
| 1979–1997: nicht ausgetragen |                              |                         |               |
| 1978                         | Peter Feigl Eric Friedler    | Mike Fishbach Tom Okker | 6:3, 6:7, 6:3 |